# Josef Krainer senior

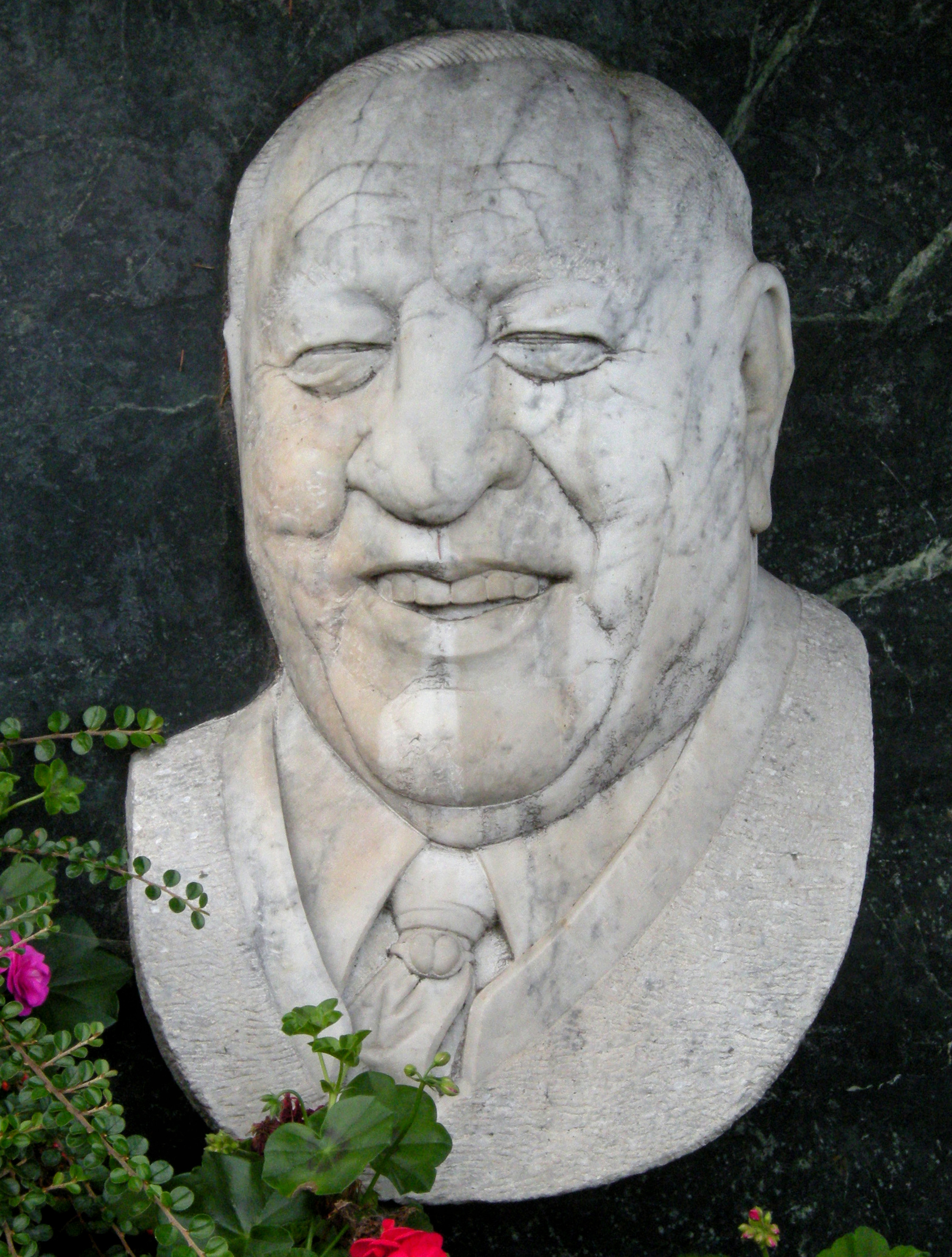
Josef Krainer sen.-Denkmal in St. Lorenzen. (2009)

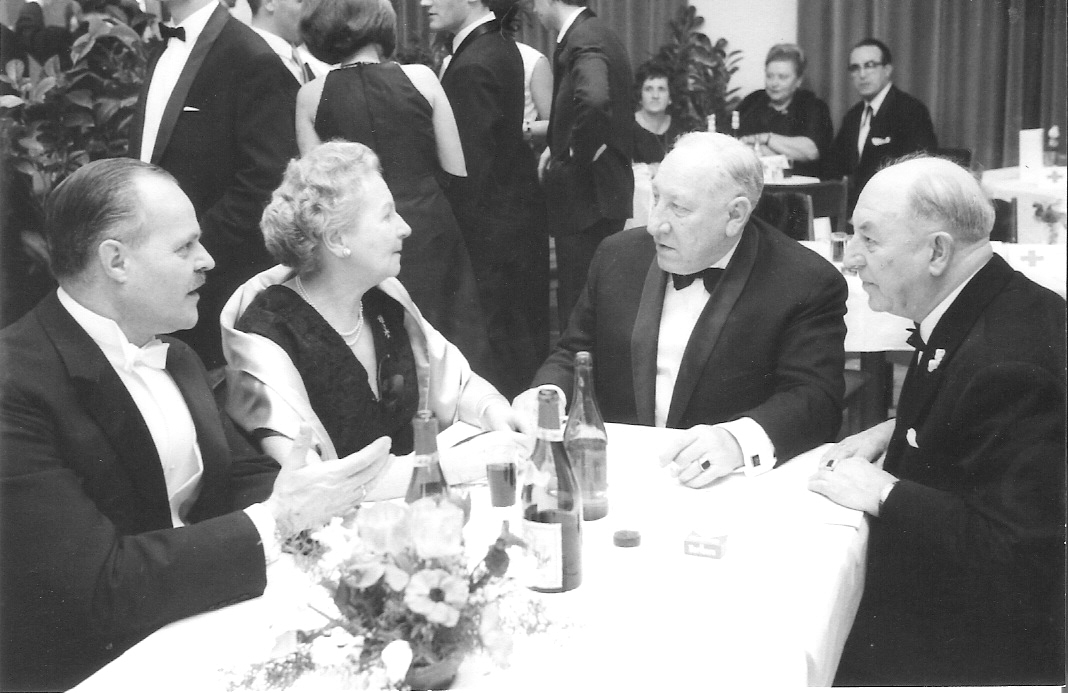
Josef Krainer sen. (2. v. r.), ca. 1965

Josef Krainer senior (* 16. Februar 1903 in Sankt Lorenzen bei Scheifling; † 28. November 1971 in Allerheiligen bei Wildon) war ein österreichischer Politiker (Christlichsoziale Partei/ÖVP) und von 1948 bis zu seinem Tod 1971 Landeshauptmann der Steiermark. Er ist der Vater von Josef Krainer junior, welcher später von 1980 bis 1996 selber steirischer Landeshauptmann war.

## Leben
Josef Krainer wurde am 16. Februar 1903 als unehelicher Sohn von Theresia Krainer (* 15. November 1875 in Dörfl bei Friesach; † 29. März 1946 in Kobenz bei Knittelfeld), einer aus Kärnten stammenden Magd, die zu dieser Zeit auf einem Bauernhof in St. Lorenzen bei Scheifling tätig war, geboren. Als Josef Krainer sieben Jahre alt war, heiratete seine Mutter in Mariahof im Oberen Murtal einen Franz Brandl.
Nach Abschluss seiner allgemeinen Schulausbildung arbeitete Krainer zunächst als Holzknecht sowie Keuschler und begann sich allerdings daneben auch schon früh politisch zu betätigen. Noch vor seiner Volljährigkeit gründete er in Kobenz eine Ortsgruppe der christlichen Land- und Forstarbeiter, die er im Laufe weniger Jahre zur stärksten im Land machte. Mit 24 Jahren wurde er Landessekretär der christlichen Landarbeiter und zog nach Graz. Zwischen 1927 und 1936 war er Obmann der Angestellten- und Arbeiterorganisation in der Land- und Forstwirtschaft in der Steiermark und wurde 1934 zum Abgeordneten des ständischen Landtages ernannt. 1936 wurde er auf Betreiben von Landeshauptmann Karl Maria Stepan Präsident der Steirischen Arbeiterkammer und Vizebürgermeister von Graz. 1935 war er zum stellvertretenden Landesobmann des christlich orientierten Steirischen Bauernbundes gewählt worden und hatte dieses Amt einige Jahre lang inne. Im Jahre 1946 übernahm er diese Position in der Nachfolgeorganisation erneut und hatte diese bis zum Mai 1971 inne.
Nach dem Anschluss Österreichs an das Dritte Reich wurde er verhaftet, kam aber auf Intervention des späteren Gauleiters der Steiermark Sigfried Uiberreither bald wieder auf freien Fuß. 1939 zog er mit seiner Frau und fünf Kindern nach Gasselsdorf, wo er eine Ziegelei und eine kleine Landwirtschaft erworben hatte und pflegte später auch Kontakte zu Dissidenten und Widerstandskämpfern, weswegen erneut behördlich nach ihm gefahndet wurde und er sich bis Kriegsende versteckt halten musste. Der örtliche Postenkommandant der Gendarmerie hatte ihn im Februar 1945 von der bevorstehenden Verhaftung warnen lassen. Darauf wurde Krainer beim Bauernhof „Stindlweber“ in Stammeregg als Holzknecht und später als Strahhacker (Hersteller von Einstreu für die Tierhaltung durch kleinteiliges Zerhacken von Pflanzenresten) beim benachbarten Hof „Glirsch“ in Kornriegl versteckt, wo er im Stall einen Schlafplatz hatte, unter dem sich eine Grube befand, die als Versteck dienen konnte (beide Ortschaften gehörten später zur Gemeinde Großradl, seit 2015 zu Eibiswald). In Kornriegl gehörte er der Organisation O5 an und war der Leiter (Stabsleiter, Vertreter der O5 in der Steiermark) einer Widerstandsgruppe, die mit dem Namen „Brigade Kornriegl“ oder „Bataillon Kornriegl“ bezeichnet war. Er hatte aber auch Kontakt zu Fritz Tränkler, einem Kommandanten der von der Sowjetunion unterstützten Kampfgruppe Steiermark (Koralmpartisanen). Eine Zusammenarbeit mit dieser Gruppe lehnte der christlich orientierte Krainer aber ab.
Unmittelbar nach Ende des Zweiten Weltkrieges wurde er Bürgermeister von Gasselsdorf und saß wenig später ab November 1945 als Agrarlandesrat in der Steiermärkischen Landesregierung. Kurzzeitig fungierte er zudem als Geschäftsführender Landesparteiobmann der Steirischen Volkspartei (STVP). Seine Kontakte zur britischen und sowjetischen Besatzungsmacht nutzte er u. a. um eine Grundversorgung der Bevölkerung sicherzustellen.
Die Kontakte Krainers zu Widerstandsbewegungen lösten bei der ÖVP vor der Landtagswahl im Oktober 1949 Befürchtungen über Stimmenverluste aus. Es hatte wegen dieser Kontakte Kritik an Krainer gegeben; so war er bei einer Wahlveranstaltung in der Weststeiermark von einem Zwischenrufer als „Partisanenseppl“ bezeichnet worden. Diese Bezeichnung wird in der Literatur auf eine Verwendung in der Parteizeitung der SPÖ, die Neue Zeit zurückgeführt. Die steirische SPÖ versuchte, diesen abfälligen Spitznamen in Umlauf zu bringen und buhlte auf diese Weise offen um die Stimmen ehemaliger Nationalsozialisten. Im Hintergrund stand das erstmalige Antreten des VdU bei dieser Wahl. Die Befürchtungen der ÖVP erwiesen sich letztlich als unbegründet, Krainer blieb Landeshauptmann.

### Landeshauptmann der Steiermark
Am 6. Juli 1948 löste Josef Krainer Anton Pirchegger als Landeshauptmann ab. Noch im selben Jahr wurde durch eine Gerichtsverhandlung am 17. November 1948 am Grazer Landesgericht für Strafsachen bekannt, dass Krainer Kommandant einer Widerstandsgruppe gewesen war.
Seine Amtszeit war vor allem vom Wiederaufbau Österreichs und der Steiermark geprägt. Mit Konsequenz und oftmals gegen den Widerstand politischer Gegner setzte er eine umfassende Modernisierung des Bundeslandes um, wobei Krainer besonders den Ausbau der steirischen Industrie und Infrastruktur im Auge hatte. Dabei hatte er auch Rückschläge zu verkraften – beispielsweise wurde die von ihm favorisierte Erdölraffinerie in Lannach letztendlich nicht errichtet.
Seine landespolitische Strategie war vor allem auf seiner persönlichen Popularität aufgebaut. Auf seine Initiative ging auch das damals neue Konzept zurück, die Landtagswahl als Persönlichkeitswahl („Krainerwahl“) zu gestalten. Die steirischen Landtagswahlen wurden ab 1957 terminunabhängig von den Nationalratswahlen abgehalten, wobei die STVP durchwegs bessere Ergebnisse erzielen konnte als die Bundespartei bei den jeweiligen Nationalratswahlen.
Krainer war es ein Anliegen, auch Wählerschichten jenseits des klassischen Christlichsozialen Lagers für seine Ziele zu gewinnen. Beispielsweise wurde der ehemalige Landbund-Politiker Franz Thoma auf Krainers Initiative hin zum Landesrat und später zum Landwirtschaftsminister berufen. In diesem Zusammenhang förderte er vor allem während der 1950er Jahre auch die Einbindung ehemaliger Nationalsozialisten und Deutschnationaler in die Steirische Volkspartei. Als Instrumente hierfür diente u. a. der von ihm mitinitiierte Ennstaler Kreis, sowie anfangs die „Junge Front“ von Ernst Strachwitz, und verschiedene Heimkehrer- und Amnestie-Komitees (z. B. der Amnestie-Aktions-Ausschuss um den späteren Landtagsabgeordneten Franz Allitsch).
In den 1960er Jahren gingen Krainer und sein Landesparteisekretär Alfred Rainer auf die kritisch gesinnte junge Generation zu und luden sie zur Mitarbeit in der STVP ein. Am 28. März 1964, einen Tag vor dem Todestag seiner 1946 verstorbenen Mutter, starb seine Frau Josefa (geborene Sonnleitner; * 28. Februar 1905) früh im Alter von 59 Jahren. Mit seiner Josefa, die er am 31. Jänner 1928 in Graz-Mariatrost geheiratet hatte, hatte er mehrere Kinder, darunter Josef junior (1930–2016), der ebenfalls Landeshauptmann der Steiermark wurde. Laut Trauungsbucheintrag von Josef und Josefa kam am 21. Jänner 1948 in Graz deren fünftes Kind, Dorothea, zur Welt.
Der kleinen slowenischsprachigen Bevölkerung in der Südsteiermark blieb eine offizielle Anerkennung, die ihr grundsätzlich laut Staatsvertrag zugestanden hätte, während Krainers Amtszeit verwehrt.
1971 verstarb Krainer auf der Fasanenjagd im Gebiet von Allerheiligen bei Wildon an einem Herzinfarkt. Ihm folgte als Landeshauptmann sein Parteikollege Friedrich Niederl nach. An der Stelle seines Todes erinnert heute ein Rundbau aus Aframer Kalkstein an den 1971 verstorbenen Landeshauptmann; die Josef-Krainer-Gedenkstätte.

### Bundespolitik
Krainer, der wegen seiner Volksverbundenheit sehr geschätzt wurde, war nicht nur landespolitisch von großem Einfluss, sondern hatte auch auf Bundesebene eine starke Stellung innerhalb der ÖVP. Er galt als vehementer Verfechter des Föderalismus und innerparteilicher Reformer, der die Politik der Bundespartei unter Julius Raab, Alfons Gorbach und Josef Klaus oftmals mit scharfer Kritik begleitete und die Bundesregierung unter Druck setzte. Gleichzeitig bemühte er sich um eine nachhaltige Erneuerung der Volkspartei – mit der „Neuen Österreichischen Gesellschaft“ initiierte er gemeinsam mit Karl Gruber und Fritz Molden die erste große Reformbewegung innerhalb der ÖVP. Dieser Moment der Erneuerung führte zur Ablösung von Raab – neuer Bundesparteiobmann war ab 1960 Alfons Gorbach, der am 11. April 1961 auch Bundeskanzler wurde. Mit der Lancierung von regierungskritischen Artikeln in der Kleinen Zeitung und anderen Aktionen trug Krainer sen. später allerdings auch maßgeblich zum Sturz von Gorbach bei. Angebote selbst Bundeskanzler zu werden, lehnte er hingegen stets ab.
Zwischen 1965 und 1968 war er zudem Mitglied des Bundesrats, dessen Vorsitz er auch kurzzeitig übernahm.

### Internationale Politik
Krainer nutzte seine Stellung zu einer quasi eigenständigen steirischen Außen- und Europapolitik – beispielsweise unterhielt er Kontakte zum britischen Premierminister Anthony Eden und zu anderen Politikern auf beiden Seiten des Eisernen Vorhangs.
Steirische Politiker, allen voran Krainer, erkannten zudem die Chancen, die sich für das Land an der Südgrenze durch die zögerliche Aufweichung des KP-Kurses unter dem jugoslawischen Staatschef Josip Broz Tito boten: Wirtschaftlich, kulturell und politisch. Daher setzte die Steiermark vor allem mit Krainer, Koren (später Kurt Jungwirth) und Landesamtspräsident Alfons Tropper auf eine gezielte Grenzlandförderung für die südlichen Bezirke des Landes und eine neue Nachbarschaftspolitik gegenüber dem jugoslawischen und ungarischen Raum („Steirische Akademie“, Regelung für Doppelbesitzer, ständige Regionalkommission mit der jugoslawischen Teilrepublik Slowenien, die Dreiländerbiennale „trigon“ (auch mit Italien), mit Ungarn und Kroatien das „Symposion Mogersdorf“ sowie die Zusammenarbeit im Bereich „Alpen-Adria“, basierend auf universitären Initiativen). Höhepunkt dieser Öffnungspolitik war der Empfang Titos durch Krainer in der Grazer Burg 1967.
Außerdem forcierte der Landeshauptmann eine über die Beteiligung an der Europäischen Freihandelszone (EFTA) hinausgehende Hinwendung zur Europäischen Wirtschaftsgemeinschaft (EWG).

## Sonstiges
1952 wurde Josef Krainer vom Kardinal-Großmeister Nicola Kardinal Canali zum Komtur mit Stern des Ritterordens vom Heiligen Grab zu Jerusalem ernannt und am 25. August 1952 in der Stiftskirche von Nonnberg in Salzburg investiert.
Im Jahr 1953 wurde ihm der Berufstitel Ökonomierat verliehen. Er war außerdem Ehrenmitglied der katholischen Studentenverbindungen KÖStV Babenberg Graz und KÖHV Carolina Graz im ÖCV sowie der K.St.V. Waldmark Mürzzuschlag im MKV.
Nach ihm ist der Josef-Krainer-Preis benannt, welcher seit 1973 verliehen wird.
Josef Krainer war laut seinem ÖCV-Eintrag Ehrenbürger von mindestens 229 steirischen Gemeinden.
2011 erschien anlässlich seines 40. Todestages die ORF Dokumentation: „Josef Krainer sen. Die steirische Legende“. Am 24. Oktober 2020 strahlte der ORF die Reportage „Baumeister der Republik – Die Krainers“ aus.